# شهرستان بیرینچی می (بیشکک)
شهرستان بیرینچی می (به قرقیزی: Биринчи май району، بئرئنچئ ماي وودانى) یک منطقهٔ مسکونی در قرقیزستان است که در بیشکک واقع شده‌است. شهرستان بیرینچی می ۱۷۱٬۴۶۷ نفر جمعیت دارد.